# Saint-Alban, Québec
Saint-Alban är en kommun i provinsen Québec i Kanada. Den ligger i regionen Capitale-Nationale, i den sydöstra delen av landet, 300 km nordost om huvudstaden Ottawa. Kommunen bildades 1991 genom sammanslagning av bykommunen och socknen med samma namn.